# Vazoaktivní střevní peptid
Vazoaktivní střevní peptid (VIP – vasoactive intestinal peptide) je peptidický hormon a neurotransmiter o délce 28 aminokyselin, který se vyskytuje v mozku, ve střevě a ve slinivce. Přisuzuje se mu role ve vegetativní nervové soustavě, zřejmě tam funguje jako kotransmiter acetylcholinu (pomocný neuropřenašeč vylučovaný spolu s acetylcholinem). VIP má mnoho různých funkcí: například navozuje ochabování kruhové svaloviny a svěračů ve střevě, stimuluje vylučování vody do pankreatické šťávy a do žluči, zastavuje tvorbu žaludeční šťávy, (a inhibuje tvorbu gastrinu), zvyšuje průtok krve střevem a podílí se na erekci penisu.